# Aditi Chauhan
Aditi Chauhan (Panaji, 20 novembre 1992) è una calciatrice indiana, portiere del Gokulam Kerala e della nazionale indiana.
Aditi Chauhan è considerata una veterana della squadra nazionale, facendone parte da molto tempo. Avendo giocato anche per il West Ham all'inizio della sua carriera, porta con sé un buon bagaglio di esperienza.

## Palmarès

### Club
- Campionato indiano femminile: 2

Gokulam Kerala: 2019-2020, 2021-2022

### Nazionale
- SAFF Women's Championship: 3

2012, 2016, 2019
- South Asian Games: 2

2016, 2019

### Individuale
- Asian Football Awards: Women in Football Award:1

2015